# Egypt Central (album)
Egypt Central è l'album di debutto dell'omonimo gruppo hard rock statunitense. L'album è stato pubblicato nel 2005 dal gruppo senza un'etichetta ed è stato poi ripubblicato nel 2008, dopo che il gruppo aveva firmato un contratto con la Fat Lady Music.

## Tracce
1. Different – 3:07
2. You Make Me Sick – 3:58
3. Over and Under – 2:55
4. Taking You Down – 2:58
5. Leap of Faith – 3:38
6. The Way – 3:25
7. Push Away – 3:20
8. Walls of Innocence – 3:52
9. Locked and Caged – 3:06
10. Just Another Lie – 3:36
11. Home – 4:12

Traccia bonus del preordine
1. Awesome – 3:46

## Formazione
- John Falls - voce
- Heath Hindman - chitarra
- Jeff James - chitarra
- Joey "Chicago" Walser - basso, cori
- Blake Allison - batteria, cori